# Сартен, Джон
Джон Сартен (24 октября 1808 — 25 октября 1897) — американский художник английского происхождения, пионер гравюры меццо-тинто в Соединённых Штатах.

## Биография
Джон Сартен родился в Лондоне. Изучал линейную гравировку и изготовил несколько пластин в Ранней флорентийской школе Уильяма Янга Оттли (1826). В 1828 году начал работать в технологии меццо-тинто. Учился живописи у Джона Варли и Генри Джеймса Рихтера.
В 1830 году в возрасте 22 лет эмигрировал в США и поселился в Филадельфии. Там он учился у Джошуа Шоу и Мануэля Дж. де Франка. Около десяти лет писал портреты маслом и миниатюры на слоновой кости. В то же время нашёл работу в создании эскизов виньеток для банкнот, а также в рисовании на дереве для книжных иллюстраций. Стал пионером гравюры меццо-тинто в Соединённых Штатах, гравировал пластины в 1841—1848 годах для Graham’s Magazine, издаваемого Джорджем Рексом Грэмом, и считал, что его работа стала причиной внезапного успеха публикации. В 1843 году Сартен стал редактором и владельцем журнала Campbell’s Foreign Semi-Monthly Magazine. В то же время у него был интерес к журналу Eclectic Museum, для которого позже, когда Джон Х. Агнью стал единственным ответственным, он гравировал пластины.

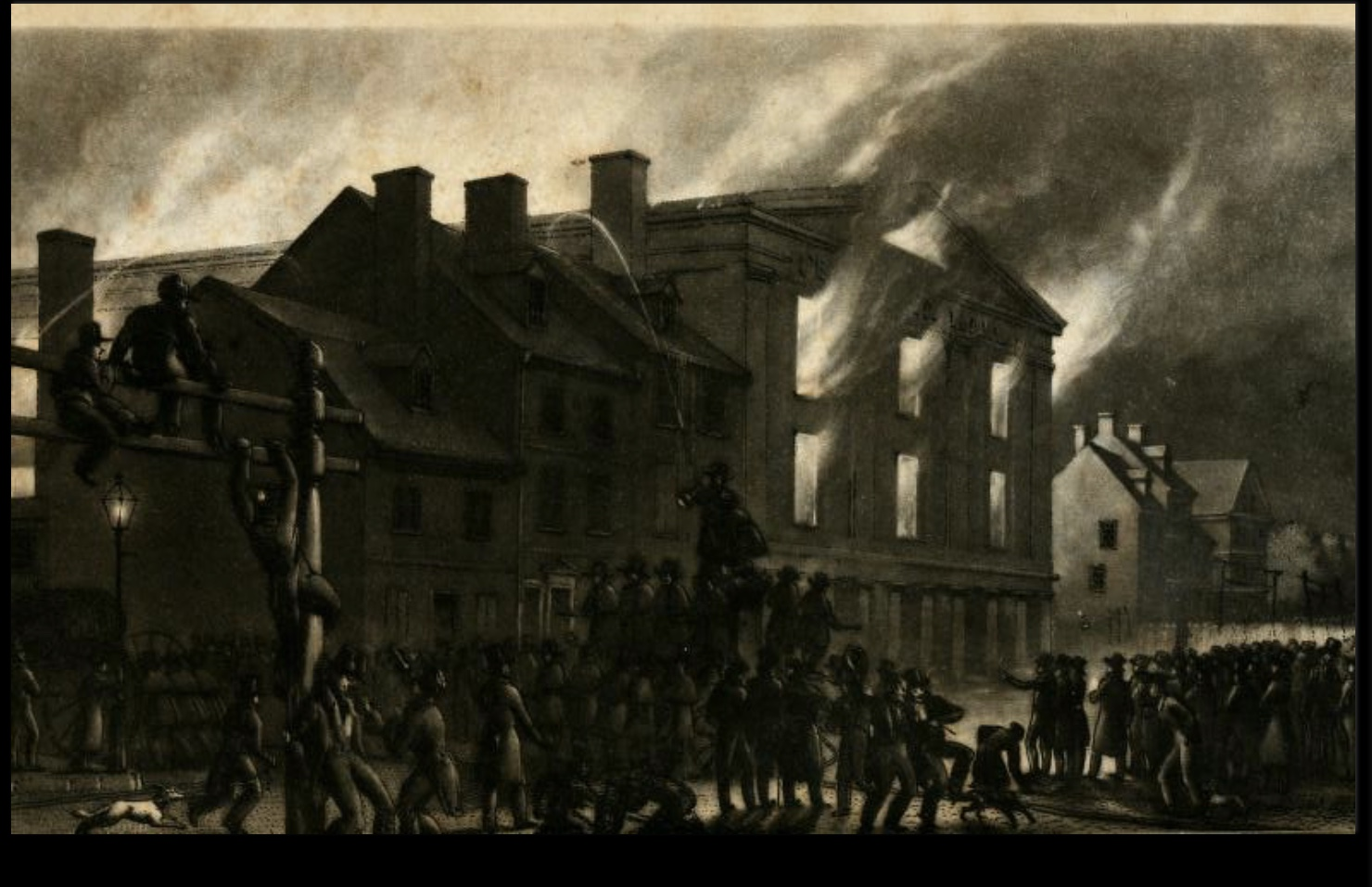
Пожар в Пенсильвания-холл, 1838. Сартен был свидетелем.
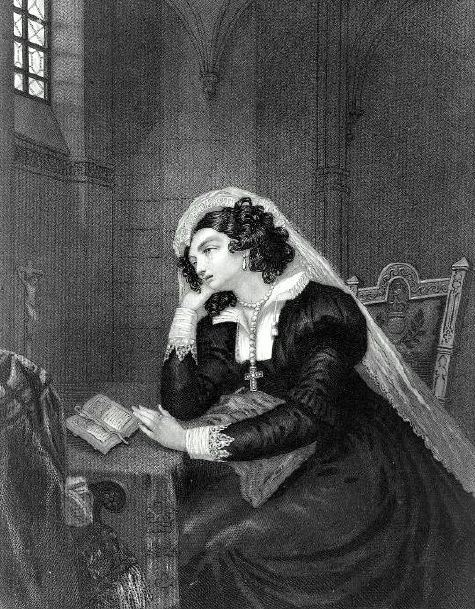
Джон Сартен, Мария Стюарт, вечер перед казнью
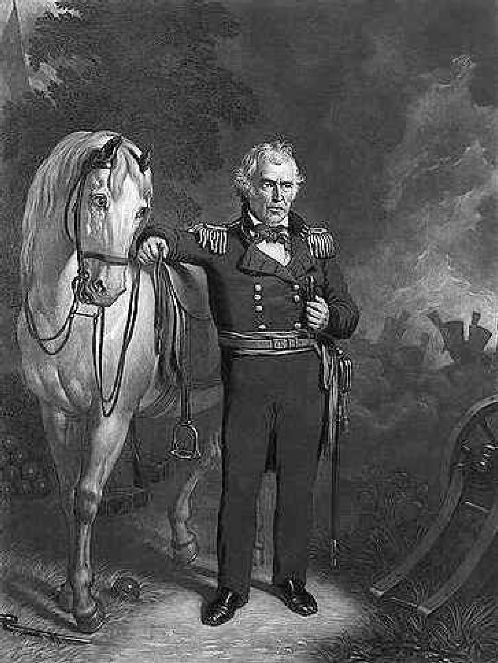
Джон Сартен, Закари Тейлор

## Sartain’s Magazine
В 1848 году Сартен приобрёл половину акций Union Magazine, нью-йоркского периодического издания. Он перенёс типографию в Филадельфию переименован журнал в Sartain’s Union Magazine, а с 1849 по 1852 год издавал его вместе с Грэмом. За эти четыре года журнал стал очень популярен.
За это время, помимо своей редакционной работы и гравюр, которые нужно было регулярно делать для периодических изданий, с которыми он был связан, Сартен изготовил огромное количество гравюр для книжной иллюстрации.

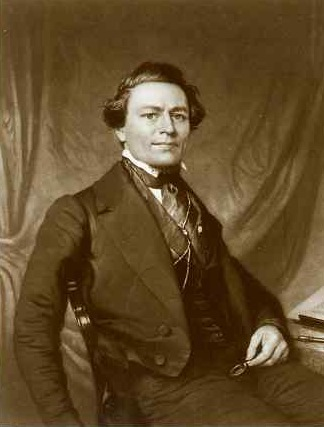
Джон Сартен
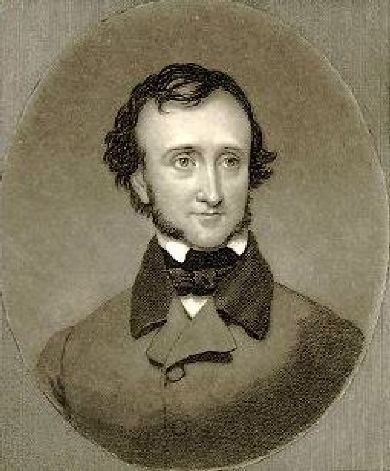
Джон Сартен, Эдгар Аллан По

Сартен был коллегой и другом Эдгара Аллана По. Около 2 июля 1849 года По неожиданно посетил дом Сартена в Филадельфии. Выглядя «бледным и измождённым» с «диким и испуганным выражением в глазах», По сообщил Сартену, что его преследуют и что он нуждается в защите. По попросил бритву, чтобы сбрить усы и стать менее узнаваемым. Сартен предложил сам отрезать ему усы ножницами. По сказал, что в поезде он подслушал людей, которые замышляли убить его. Сартен спросил, почему кто-то хочет его убить, По ответил, что это «женская проблема». Однако позже, когда Сартен позволил По остаться с ним на ночь в его доме, По сообщил ему, что у него, возможно, были галлюцинации. Этот инцидент имел место примерно за четыре месяца до смерти По. По подарил Сартену новое стихотворение «Колокола», которое было опубликовано в Sartain’s в ноябре 1849 года, через месяц после смерти По. Sartain’s также опубликовал первое авторизованное издание поэмыАннабель Ли, также посмертно.

## Годы в Филадельфии
По прибытии в Филадельфию Сартен активно интересовался там искусством. Он занимал различные должности в Обществе Фонда художников, Школе дизайна для женщин и Пенсильванской академии изящных искусств, был активно связан и с другими учебными заведениями города. Несколько раз посещал Европу, во время своего второго визита в 1862 году был избран членом общества «Artis et Amicitiæ» в Амстердаме.
Сартен руководил художественным отделом Столетней выставки в Филадельфии в 1876 году. В знак признания его заслуг король Италии присвоил ему звание кавалера Ордена Короны Италии. Его познания в области архитектуры также были востребованы: Сартен принимал видное участие в работе комитета по Мемориалу Вашингтона Рудольфа Зимеринга в филадельфийском Фэрмаунт-парке, он разработал медальоны для памятника Джорджу Вашингтону и Лафайету, воздвигнутому в 1869 году на кладбище Монументов в Филадельфии. Его «Воспоминания очень старого человека» (Нью-Йорк, 1899) представляют необычайный интерес.

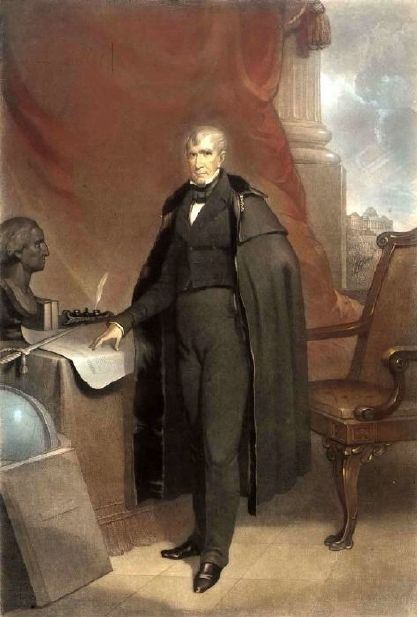
Джон Сартен, Уильям Генри Гаррисон
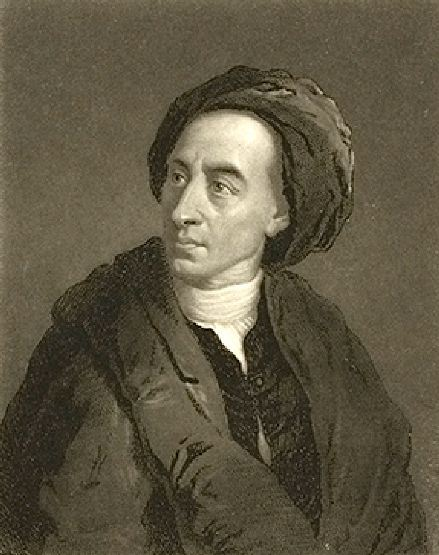
Джон Сартен, Александр Поуп
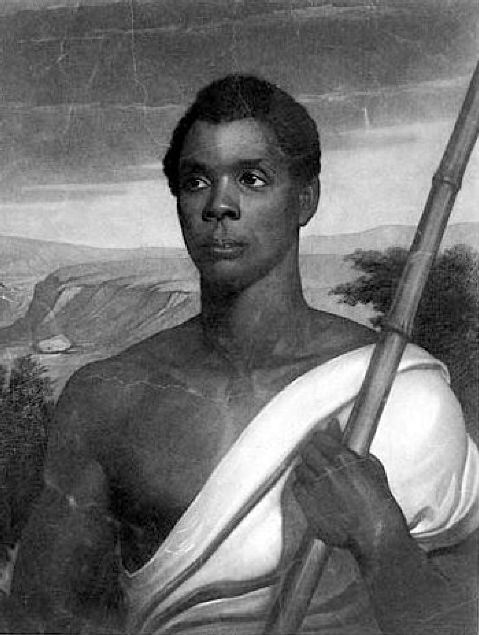
Джон Сартен, Cinque (Дело о мятеже на корабле «Амистад»)

После смерти в 1897 году 89-летний Сартан был похоронен на кладбище Памятников. Незадолго до его смерти Филадельфийская школа дизайна для женщин учредила стипендию Джона Сартена в знак признания его 28-летнего пребывания на посту директора.
В 1956 году кладбище было передано Университету Темпл, который расчистил его для парковки. Тело Сартена не было востребовано, и среди примерно 20 000 других невостребованных тел было повторно захоронено в большой братской могиле на кладбище Лоунвью. Надгробия, в том числе центральный памятник Джорджу Вашингтону и генералу Лафайету высотой 70 футов на кладбище, а также памятник его семье (все спроектированы Сартеном), были сброшены в реку Делавэр, и стали фундаментом для моста Бетси Росс.

## Семья
Джон Сартен женился на Сюзанне Лонгмейт Суэйн, у них было восемь детей. Сэмюэл (1830—1906), гравёр; Генри (1833—1895); Уильям (1843—1925); и Эмили Сартен сделали карьеру художников. Эмили Сартен впервые начала заниматься искусством в качестве гравёра при своём отце. Она училась в Пенсильванской академии у Кристиана Шусселе, а затем, до 1875 года, у Эвариста Виталя Люминайса в Париже. В 1886 году она стала директором Филадельфийской школы дизайна для женщин. Уильям Сартен занимался гравировкой под присмотром своего отца, пока ему не исполнилось 24 года. С 1867 по 1868 год он учился у Кристиана Шусселе и в Пенсильванской академии. Затем отправился в Париж, где учился у Леона Бонна . В 1877 году он вернулся в Соединённые Штаты, поселившись в Нью-Йорке, где в 1880 году был избран членом Национальной академии дизайна. Стал одним из основателей Общества американских художников. Рисовал как пейзажные, так и фигурные сюжеты.

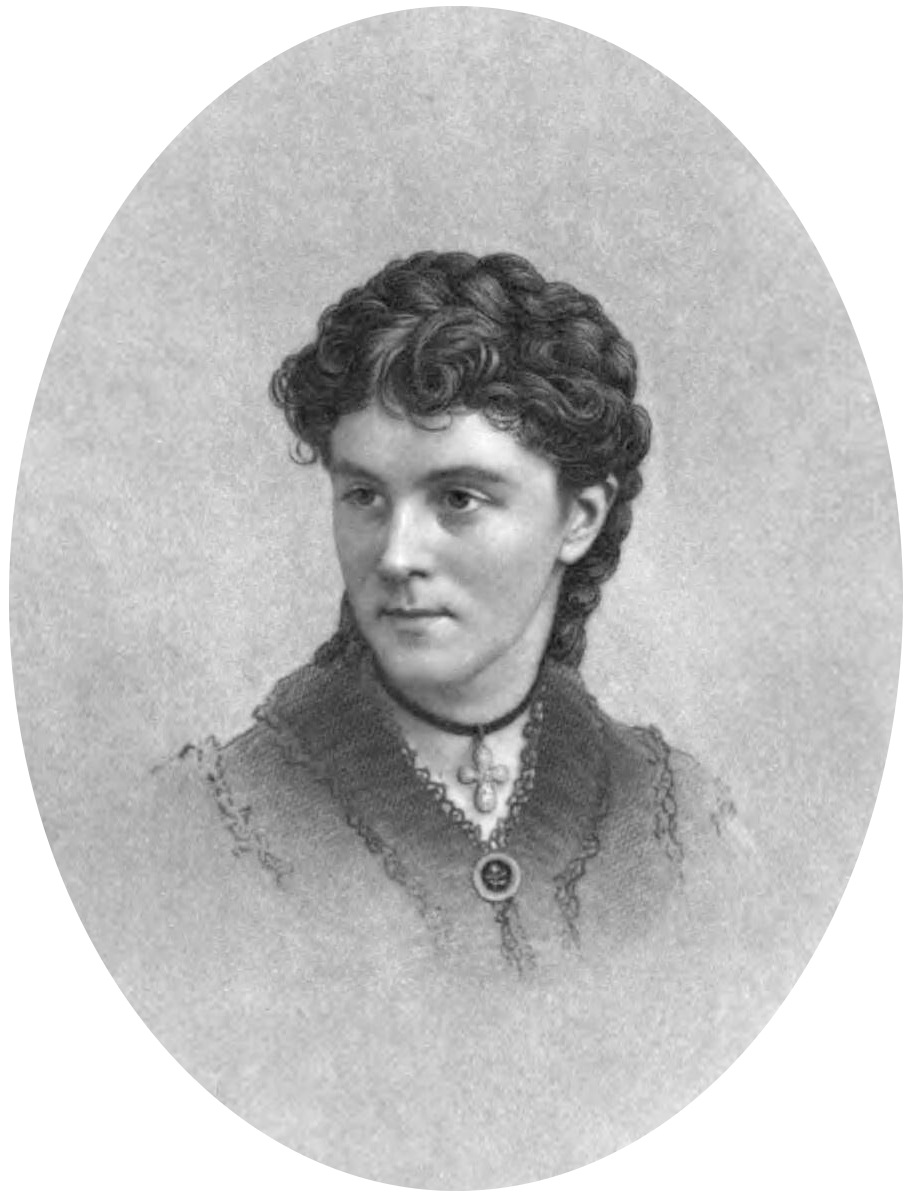
Эмили Сартен
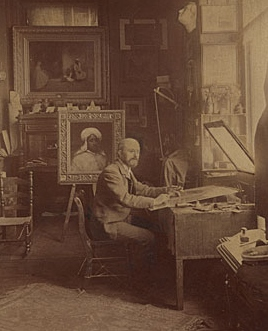
Уильям Сартен в своей студии, около 1900